# William Paca (politik)
William Paca (31. října 1740, Maryland – 13. října 1799, Maryland) byl signatářem Deklarace nezávislosti Spojených států za stát Maryland, delegátem prvního i druhého kontinentálního kongresu, guvernérem státu Maryland a soudcem obvodního soudu Spojených států pro obvod Maryland.

## Životopis
Narodil se 31. října 1740 v Abingdonu v provincii Maryland v Britské Americe. Paca byl dítě Johna Paca, bohatého pěstitele původem z Itálie a jeho manželky Elizabeth Smithové. Byl druhým synem rodiny po svém starším bratru Aquilovi a měl pět sester. Dne 26. května 1763 se oženil s Mary Chew, dcerou prominentního zakladatele Marylandu. Měli tři děti, ale dospělosti se dožil jejich syn John Philemon.
Paca nastoupil v roce 1752 do školy na Philadelphia Academy a Charity School a pokračoval na College of Philadelphia (nyní University of Pennsylvania), kde promoval v roce 1759 titulem bakalář umění. V roce 1762 také získal titul magistra umění na stejné instituci, což nevyžadovalo žádné další studium, pouze to, že to Paca požaduje a že je zdravý. Od roku 1761 byl členem „The Honourable Society of the Inner Temple“ (Čestná společnost vnitřního chrámu, běžně známá jako vnitřní chrám, je jedním ze čtyř profesních sdružení pro advokáty a soudce v Londýně. Aby byl dotyčný přijat do advokátní komory a mohl pracovat jako advokát v Anglii a Walesu, musí patřit do jednoho z těchto sdružení.) Od roku 1763 provozoval soukromou praxi v Annapolisu v Marylandu. Od roku 1767 do roku 1774 byl v Marylandu členem Maryland Proprietary Assembly (dolní sněm). Byl delegátem kontinentálního kongresu za Maryland v letech 1774 až 1779. stal se signatářem Deklarace nezávislosti v 1776. V letech 1776 až 1780 byl členem Maryland Senate. V roce 1778 byl soudcem Maryland General Court. Pracoval jako soudce odvolacího soudu „Court of Appeals in Cases of Capture“ v letech 1780 až 1782. Od roku 1782 do roku 1785 byl guvernérem státu Maryland a v roce 1786 členem Maryland House of Delegates. Zasloužil se o založení vysoké školy Washington College v Chestertown v Marylandu v roce 1786. V roce 1788 byl delegátem „Maryland convention“ (Marylandské úmluvy), která byla zplnomocněna ratifikovat ústavu Spojených států.

## Politická kariéra
Mezi jinými mladými právníky v Annapolis té doby byl Samuel Chase, který se stal blízkým přítelem a politickým kolegou Paca. Paca a Chase vedli místní opozici proti britskému zákonu Stamp Act of 1765 z roku 1765 a založili kraj Anne Arundel County a tajnou revoluční organizací Sons of Liberty (Synové svobody). Organizace byla vytvořena ve třinácti amerických koloniích, aby prosazovala práva kolonistů a bojovala proti zdanění britskou vládou.

## Ocenění
Pacův dům v Annapolisu je od roku 1971 zapsán v Národnímu registru historických míst a označen jako národní kulturní památka. William Paca Club v New Providence v New Jersey je pojmenován na jeho počest. Důvodem této cti je skutečnost že Paca byl jediným italským Američanem, který podepsal Deklaraci nezávislosti.